# Allgemeine Deutsche Spediteurbedingungen
Bei den Allgemeinen Deutschen Spediteurbedingungen (ADSp) handelt es sich um Allgemeine Geschäftsbedingungen, die von 1927 bis 2015 gemeinsam vom
- Deutschen Industrie- und Handelskammertag (DIHK),
- Bundesverband der Deutschen Industrie (BDI),
- Bundesverband des Deutschen Groß- und Außenhandels (BGA),
- Hauptverband des Deutschen Einzelhandels (HDE) und dem
- Bundesverband Spedition und Logistik (BSL) (jetzt Deutscher Speditions- und Logistikverband e. V. (DSLV))

zur unverbindlichen Anwendung empfohlen wurden. [beachte aber die Neuerungen aus September 2015; dazu unten mehr].
Ab dem 1. Januar 2017 empfehlen die oben genannten Verbände (DIHK, BDI, BGA, HDE und DSLV) und zudem der
- Bundesverband Güterkraftverkehr Logistik und Entsorgung (BGL)
- Bundesverband Möbelspedition und Logistik (AMÖ)
- Bundesverband Wirtschaft, Verkehr und Logistik (BWVL)

nun wieder gemeinsam die Anwendung der neu verhandelten und überarbeiteten ADSp 2017.
Ziffer 2 grenzt den persönlichen Anwendungsbereich der ADSp dadurch ein, dass sie nicht auf Verkehrsverträge mit Verbrauchern Anwendung finden. Die Definition des Verbrauchers entspricht der im § 13 BGB.

## Anwendungsbereich
Der sachliche Anwendungsbereich setzt voraus, dass der Spediteur und der Auftraggeber einen Verkehrsvertrag abgeschlossen haben. Kennzeichnend für einen Verkehrsvertrag ist, dass er üblicherweise zum Speditionsgewerbe gehörenden Geschäfte betrifft. Mit anderen Worten: Der Spediteur muss eine speditionsübliche Tätigkeit übernehmen. Die Grenzen der Üblichkeit sind fließend. Das Berufsbild des Spediteurs ändert sich ständig; was gestern noch als ungewöhnlich galt, kann heute eine im Speditionsgewerbe übliche Tätigkeit sein. Insoweit kann man von einem dynamischen Anwendungsbereich der ADSp ausgehen, der sich den ändernden tatsächlichen Gegebenheiten anpasst. Infolgedessen werden heute auch speditionsübliche logistische „Dienstleistungen“ erfasst.
Ob eine bestimmte Tätigkeit speditionsüblich ist, ist Tatfrage. Jedoch gehören zu den speditionsüblichen Tätigkeiten die in Ziffer 2.1 ADSp ausdrücklich genannten Vertragstypen, also z. B. Speditions-, Fracht- und Lagerverträge. Darüber hinaus alle Tätigkeiten, die mit den vorgenannten „Kerngeschäften“ sachbezogen zusammenhängen. Führt der Spediteur diese Tätigkeiten aufgrund eines Speditions-, Fracht- oder Lagervertrages aus, so unterliegen diese unselbständigen Tätigkeiten den Regeln des Hauptgeschäftes. Solche Spediteurtätigkeiten, die der Versendung, Beförderung oder Einlagerung vor-, zwischen- oder nachgeschaltet sind oder die der Vorbereitung, Durchführung und Sicherung dieser Hauptleistung dienen, unterliegen aber auch dann den ADSp, wenn sie als selbstständige Geschäftsbesorgungsverträge übernommen werden, z. B.
- Verzollungen und Erledigung von Zollförmlichkeiten (OLG Köln 1985, 26 (29))
- Nachnahme- und Akkreditivgeschäfte (BGH BB 1988, 1210 (1210))
- Besorgung von Abliefernachweisen
- Vermittlung und Gestellung von Lademitteln, z. B. Paletten, Container
- Behandlung des Gutes, z. B. Verpacken, Mengenfeststellung, Verwiegen

Dagegen unterliegen Tätigkeiten, die den Handel oder die Produktion von Gütern betreffen, nicht mehr der Geltung der ADSp.
Beispiele:
- Färben von Textilien
- Einbau von Decodern in Unterhaltungselektronik[2]
- Aufziehen von Reifen auf Felgen
- Einweisung des Warenempfängers in die Bedienung abgelieferter Maschinen
- Aufbereitung von Kleidung zum Verkauf
- Fashion-Service.

Für diese nicht speditionsüblichen Tätigkeiten können ergänzend zu den ADSp die Logistik-AGB Anwendung finden.
Nicht in den Anwendungsbereich sollen auch solche Geschäfte fallen, die in der Regel nach anderen Vertragsordnungen abgewickelt werden. Danach gelten die ADSp nicht für Geschäfte, die ausschließlich zum Gegenstand haben:
- Verpackungsarbeiten
- die Beförderung von Umzugsgut und dessen Lagerung
- Kran- oder Montagearbeiten mit Ausnahme der Umschlagstätigkeit des Spediteurs
- Schwer- und Großraumtransporte mit Ausnahme der Umschlagstätigkeit des Spediteurs
- die Beförderung und Lagerung von abzuschleppenden oder zu bergenden Gütern.

## Entwicklungen 2013/2015
Aufgrund der gesetzlichen Änderungen im deutschen Transportrecht durch das am 25. April 2013 in Kraft getretene Gesetz zur Reform des Seehandelsrechts sollten nach Ansicht der beteiligten Verbände die ADSp angepasst werden. Für die Übergangszeit empfahl der DSLV eine Einbeziehungsklausel, die den rechtlichen Gegebenheiten vorübergehend Rechnung tragen sollte.
Am 18. September 2015 verkündeten der Bundesverband der Deutschen Industrie (BDI), der Bundesverband des Deutschen Groß- und Außenhandels (BGA), der Hauptverband des Deutschen Einzelhandels (HDE) sowie der Bundesverband Wirtschaft, Verkehr und Logistik e. V. (BWVL), dass sie die Verhandlungen zur Anpassung der ADSp für gescheitert ansehen. Man habe nunmehr eigene Transport- und Lager-AGB entwickelt, die sog. Deutschen Transport- und Lagerbedingungen (DTLB), deren Anwendung man ab sofort empfehle.
Am 14. Dezember 2015 veröffentlichte der DSLV die neue Fassung der ADSp 2016
Thomas Wieske vom Institut für Logistikrecht & Riskmanagement (ILRM) an der Hochschule Bremerhaven, bezweifelt, dass die Detail-Regelungen der neuen DTLB den Anforderungen des § 307 BGB standhalten. Die Transportkosten würden sich zudem vermutlich durch die weitreichenden Sorgfaltsanforderungen erhöhen. Er empfehle deshalb entweder die Weiterverwendung der ADSp 2003 oder die Verwendung der Vertragsbedingungen für den Güterkraftverkehrs-, Speditions- und Logistikunternehmer (VBGL).
Mit den ADSp 2016 hat der DSLV die Allgemeinen Deutschen Spediteurbedingungen der Gesetzeslage neueren Rechtsprechung sowie den aktuelle Entwicklungen in der Spediteurspraxis angepasst. Auch nach dem Ausstieg der Verbände der verladenden Wirtschaft aus dem gemeinsamen Bedingungswerk, stellen die modernisierten ADSp-Bestimmungen aus Sicht des DSLV einen Ausgleich der beiderseitigen Interessen dar und halten die Möglichkeit zukünftig gemeinsam empfohlener Spediteurbedingungen offen. Die ADSp 2016 enthalten erstmals Klauseln zur elektronischen Kommunikation und Dokumentation. Es wurden Bestimmungen ergänzt, die die gesetzlichen Vorschriften zum Ladegeschäft, Standgeld und Palettentausch konkretisieren. Die Haftungsklauseln orientieren sich nach Sicht des DSLV deutlicher am gesetzlichen Leitbild. Die Grundhaftung wurde von 5 Euro/kg auf 8,33 SZR/kg (ca. 10,50 Euro/kg) mehr als verdoppelt.

## Entwicklungen 2016/17: neue ADSp 2017
Am 17. Oktober 2016 verkündeten diverse Verlader- und Spediteursverbände, nunmehr die ab dem 1. Januar 2017 gültigen ADSp 2017 zu unterstützen und deren Anwendung zu empfehlen.
Diesen Aufruf unterstützt unter anderem der Bundesverband Güterkraftverkehr Logistik und Entsorgung (BGL), so dass davon auszugehen ist, dass die vom BGL herausgegebenen VBGL mit Wirkung ab dem 1. Januar 2017 vom Herausgeber nicht mehr empfohlen werden.
Da auch die Verladerverbände, die im September 2015 aus dem Herausgeberkreis der ADSp ausgeschert waren (siehe oben), nunmehr die ADSp 2017 auch wieder mit herausgeben und ausdrücklich unterstützen, dürften damit die DTLB ab 1. Januar 2017 auch keine Rolle mehr spielen (auch wenn diese Verbände diesen Umstand nicht ausdrücklich erwähnen).